# Paul-Gustave Herbinger
Paul-Gustave Herbinger, né le 7 décembre 1839 à Strasbourg et mort le 26 mai 1886 à Paris, est un officier supérieur français, connu principalement pour son rôle dans la retraite de Lang Son au Tonkin.

## Biographie
Paul-Gustave Herbinger est le fils de Paul Herbinger (chef de bataillon au 20e léger) et d'Octavie Bertrand. Le Figaro publie une généalogie qui établit que Paul-Gustave Herbinger est un descendant en ligne directe d'un frère de Jeanne d'Arc, cette information sera reprise dans plusieurs journaux.
Sorti major de l'École spéciale impériale militaire - actuelle École spéciale militaire de Saint-Cyr - le 1er octobre 1861, promotion Nice et Savoie, avec le galon de sous-lieutenant, il est affecté au 95e régiment d'infanterie de ligne et sort premier de l'école de tir. Avec le 95e R.I., il prend part à l'expédition du Mexique d'août 1862 à  mai 1867. Il y sera promu lieutenant le 12 avril 1865. Puis il sera nommé capitaine, le 7 aout 1869.
Durant la guerre franco-allemande de 1870 où il est nommé capitaine adjudant-major en août, il est fait prisonnier lors de la capitulation de Metz et il ne sera libéré qu'en avril 1871 après la fin de la guerre.
De retour à Paris, il combat la Commune et est blessé à la tête. Il est nommé chef de bataillon, le 4 mai 1876 et lieutenant-colonel, le 21 juillet 1884, il connut une carrière controversée.
Ancien professeur de tactique militaire à l’École de guerre, ancien commandant du 26e bataillon de chasseurs, il avait pourtant, auprès de beaucoup de gens, la réputation d’un esprit mal pondéré et excessif, d’une « tête brûlée » pour tout dire en un mot ; des souvenirs personnels[Quoi ?], qui remontent à 1881, permettent d’affirmer que cette expression n’est pas exagérée. Ainsi, c’est lui qui moins d’une semaine après la défaite, le 24 mars 1885, du général Oscar de Négrier à la bataille de Bang Bo qui avait réduit à néant les succès de la campagne de Lang Son du mois précédent, ordonna, en tant que commandant par intérim de la 2e brigade, la très controversée retraite de Lang Son : non content de rétrograder sur Dong Song et Than Moï, Herbinger envoyait de Lang Son des câbles alarmistes au général Brière de l'Isle qui, sans prendre la peine de passer au crible les informations trompeuses qu’ils contenaient, en conclut fort hâtivement que le delta du fleuve Rouge était en danger et qui envoya, dans la soirée du 28 mars, un télégramme pessimiste au gouvernement français qui fut l’élément déclencheur de l’affaire du Tonkin qui mit fin à la carrière politique de Jules Ferry.
Il est enterré au cimetière du Montparnasse, sur sa tombe, un buste de Antoine Étex le représente.

## Distinctions
- Médaille commémorative de l'expédition du Mexique (1862)
- Officier de la Légion d'honneur (décret du 18 janvier 1881)[7] Nommé chevalier en 1871.
- Ordre de l'Aigle rouge
- Ordre de Notre-Dame de Guadalupe